# XI. Károly svéd király

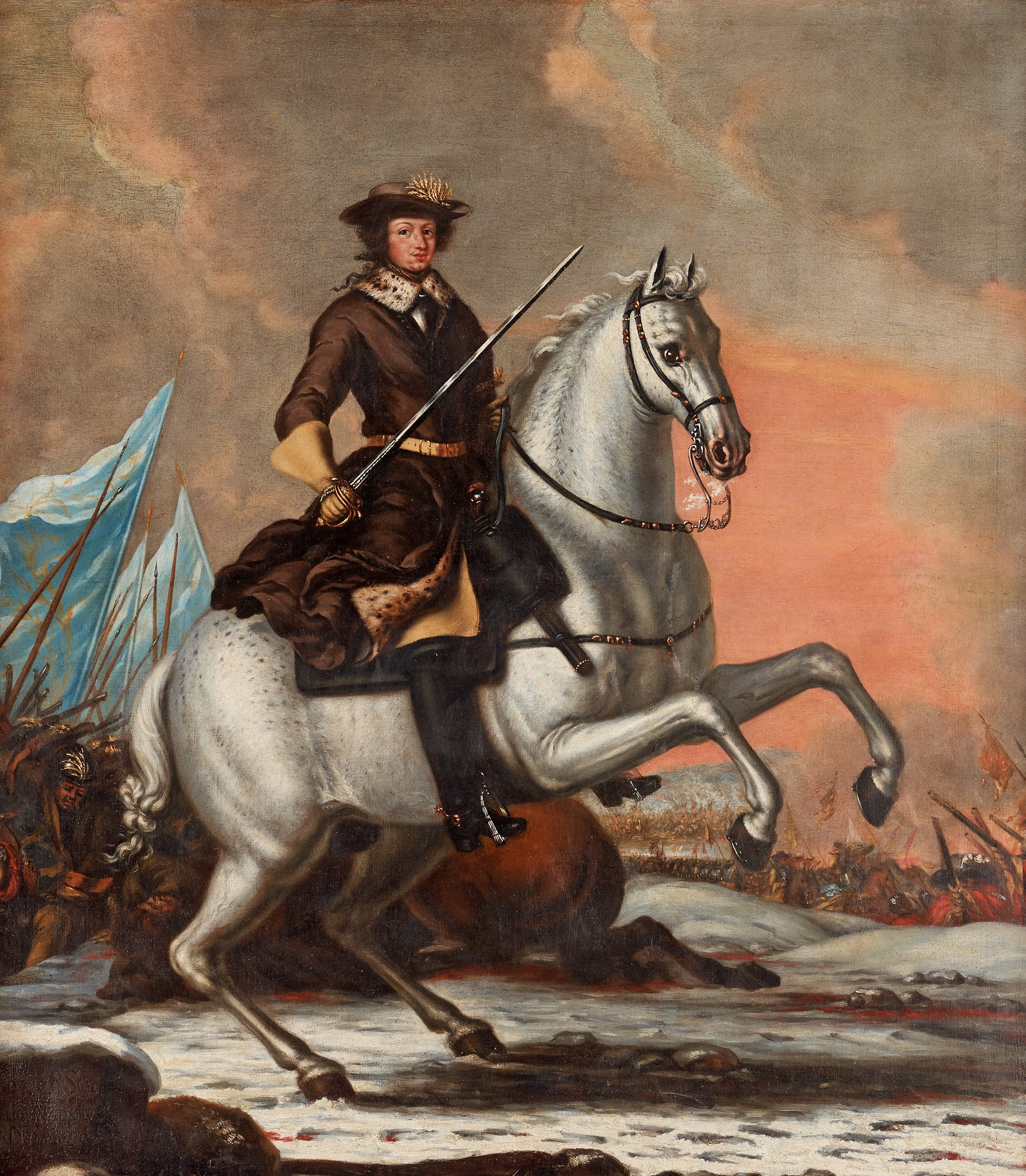
XI. Károly

XI. Károly (Stockholm, 1655. november 24. – Stockholm, 1697. április 5.) Svédország uralkodója 1660–1697 között, II. Károly néven Pfalz-Kleeburg hercege, valamint I. Károly néven Pfalz-Zweibrücken hercege 1681–1697 között. X. Károly Gusztáv fia.

## Élete
Ötévesen koronázták. Kiskorúsága alatt a hatalmat édesanyja, valamint az öt legfontosabb udvari hivatalnok gyakorolták. A rosszul vezetett államháztartás pénzügyi válságba vezette Svédországot, melyben Károly 1672. december 28-án átvette a kormányzást. Az ország rossz anyagi helyzetén azonban nem tudott változtatni. A kormányzást főleg Magnus Gabriel de la Gardie birodalmi kancellárra hagyta, aki az elkövetkező években Svédország leghatalmasabb emberévé vált.
De la Gardie egyezséget kötött a XIV. Lajos francia királlyal is. Amikor Lajos 1672-ben háborút indított Hollandia ellen, életbe lépett az egyezség. Svédország ennek értelmében 1674 decemberében csapatokat küldött Brandenburgba, mely akkor Hollandia szövetségese volt. Ezzel kitört a svéd-brandenburgi háború. Az 1675. június 28-i fehrbellini csatában megmutatkoztak a svéd haderő gyengeségei, teljesen kiszorultak az 1630 óta birtokolt Svéd-Pomerániából, mire több állam lehetőséget látott Svédország megtámadására. XI. Károly erre megfosztotta birodalmi kancellárját tisztségétől, és saját kezébe vette a védelem irányítását az új ellenségekkel, azaz Dániával, Hollandiával, valamint a Német-római Birodalom egyes államaival (pl. a Münsteri Püspökséggel) szemben.
Svédországban sikeresen zajlott a védelem, azonban a tengeren a flotta egyik vereséget szenvedte a másik után, mely végül oda vezetett, hogy megszűnt a svéd hatalom a Keleti-tenger térségében. 1678-79 telén a Kelet-Poroszországba benyomult svéd hadakat Frigyes Vilmos brandenburgi választófejedelem visszaverte kiinduló állásaikba, Livóniába. A francia–holland háborúban aratott francia győzelmek és a Brandenburg ellen indított francia megtorló hadjárat azonban 1679-ben Svédország számára is kedvező békefeltételeket hoztak, harc nélkül visszakapta Brandenburgtól az elvesztett, stratégiai fontosságú Svéd-Pomerániát, ezért Svédország hamar újra meg tudott erősödni.
XI. Károly úgy látta, a belpolitikai helyzet megérett számára a beavatkozásra. A hatalom jelenlegi gyakorlóit saját elképzelései szerint lecserélte, és 1680-tól haláláig egyeduralkodóként uralkodott.
Károlynak sikerült az államadósságot jelentősen csökkentenie, és a hadsereget modernizálnia. A svéd hadiflottát újra fel kellett építeni. Károly haláláig a hadiflotta 38 hadihajóból állt, 2648 ágyúval és 11 000 haditengerésszel.
A svéd jogrendszer reformja is nagy léptékkel haladt előre. 1734-ben új svéd törvénykezést vezettek be.
Svédország külpolitikájában a következő időszak konfliktusaiban általában semleges maradt. A pfalzi örökösödési háború idején, 1689-ben csatlakozott a XIV. Lajos ellen megalakított augsburgi ligából alakult bécsi Nagy Szövetséghez, Franciaország iránt érzett csalódottsága miatt.
XI. Károly hosszú betegség után halt meg 1697. április 5-én Stockholmban. Földi maradványait a stockholmi Riddarholms-templomban helyezték végső nyugalomra.

## Házassága, gyermekei
Felesége 1680 óta Ulrika Eleonóra dán és norvég királyi hercegnő (1656–1693) volt, III. Frigyes dán király (1609–1670) leánya. Az alábbi gyermekeik születtek:
- Hedvig Zsófia (1681. június – 1708. december), később Holstein-Gottorp hercegnéje.
- Károly (1682–1718), később, 1697-től XII. Károly néven Svédország királya.
- Gusztáv (1683. június – 1685. április)
- Ulrik (1684 július – 1685. június)
- Frigyes (1685. október – 1685 október)
- Károly Gusztáv (1686. december – 1687. február)
- Ulrika Eleonóra (1688–1741), később, 1718–1720 között Svédország királynője, 1720-tól királynéja.